# Szabolt Ferenc
Szabolt Ferenc (Nagytapolcsány, 1653. március 2. – Nagyszombat, 1709. október 5.) Jézus-társasági áldozópap és hittérítő.

## Élete
1673. március 31-én lépett a rendbe. Élete nagy részét hitszónoklattal és hittérítéssel töltötte külföldön és hazájában egyaránt.

## Munkája
- Actus amoris Mariani, Cum Vita et Cultu S. Annae. Tyrnaviae, 1608 (Stoeger szerint magyarul jelent meg, de címét nem említi)